# Juan Pedevilla
Juan Carlos Pedevilla (né le 6 juin 1909 et mort en 2005) était un joueur de football international argentin qui jouait défenseur.

## Biographie
Il évolue durant sa carrière dans le club du championnat argentin du Club Atletico Estudiantil Porteño.
Il est convoqué par le sélectionneur italien de l'équipe d'Argentine Felipe Pascucci pour participer avec 18 autres joueurs à la coupe du monde 1934 en Italie. Lors du mondial, l'Argentine est éliminée au 1er tour de la compétition par la Suède 3-2 (buts de Belis et de Galateo) en huitième-de-finale.